# Mesosemia latizonata
Mesosemia latizonata is een vlindersoort uit de familie van de prachtvlinders (Riodinidae), onderfamilie Riodininae.
Mesosemia latizonata werd in 1874 beschreven door Butler.